# جيف ماغيري
جيف ماغيري (بالإنجليزية: Jeff Maguire)‏ هو كاتب سيناريو أمريكي، ولد في 1952 في الولايات المتحدة.

## وصلات خارجية
- جيف ماغيري على موقع IMDb (الإنجليزية)
- جيف ماغيري على موقع ألو سيني (الفرنسية)
- جيف ماغيري على موقع أول موفي (الإنجليزية)
- جيف ماغيري على موقع قاعدة بيانات الأفلام السويدية (السويدية)
- جيف ماغيري على موقع قاعدة بيانات الفيلم (الإنجليزية)
- جيف ماغيري على موقع كينوبويسك (الروسية)